# Jasper Weatherby
Jasper Weatherby (* 22. ledna 1998) je americký hokejový hráč, který hraje na pozici útočníka. V roce 2018 byl draftován San José Sharks a v roce 2021 za ně poprvé nastoupil v NHL. Nyní hraje za HC Dynamo Pardubice. Po sedmi odehraných zápasech byl Jasper zapůjčen do Bílí Tygři Liberec dle dohody by hostování mělo být na měsíc.

## Život
Narodil se v Portlandu ve státě Oregon. Má adoptovaného bratra Kevina. V sezóně 2021/2022 hrál NHL za San José Sharks. Během sezóny hrál v AHL. Další sezóny již hrál pouze v AHL. Dne 24. října 2024 přestoupil do HC Dynamo Pardubice s kontraktem do konce sezóny s opcí na sezónu 2025/2026.